# بنج أسود

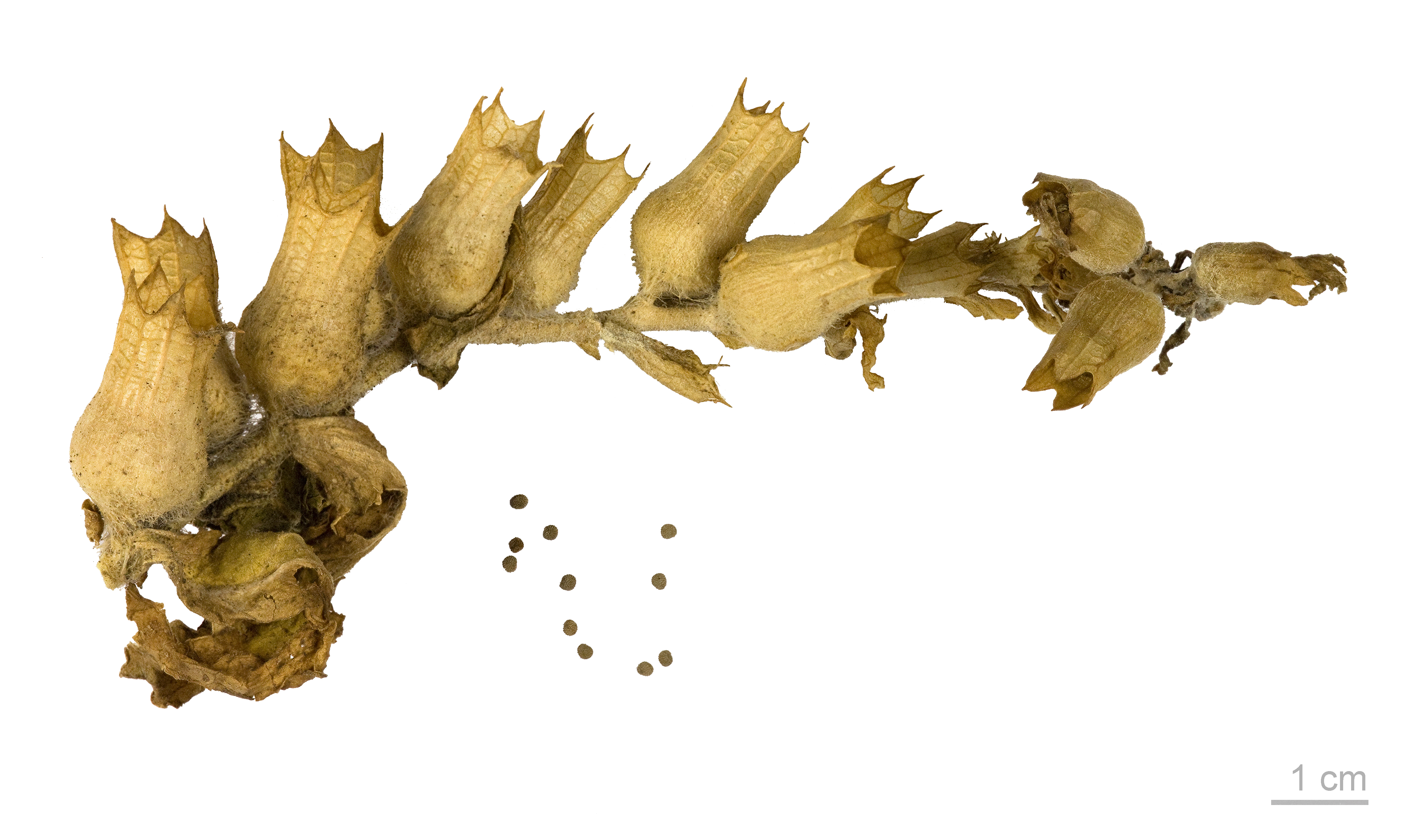
بنج أسود

البنج الأسود  أو سكران أو الفلزلزأو سيكران نوع نباتي سام مخدر من الفصيلة الباذنجانية.

## السُمية وتاريخ الاستخدام
اُستخدم على مدار التاريخ إلى جانب نباتات أخرى مثل البيروح الطبي، وست الحسن والداتورا كـمخدر، وكذلك لخواصه المؤثرة نفسيًا، كالمشروبات السحرية، تتضمن هذه الخواص الهلاوس البصرية، الإحساس بالصراع - العراك،  الشجار - . لقد كان يُستخدم في الاساس في أوروبا القارية، آسيا والعالم العربي، وانتشر في إنجلترا في القرون الوسطى.ذُكر  استخدام السكران عند اليونان القدامى بواسطة بيني؛ الذي قال انه: " للسكران طبيعة كالنبيذ ولذلك يصعب فهمه " وبواسطة ديسقوريدوس الذي اوصى به كمهدئ ومسكن. اًستخدم هذا النبات في الاستبصار والتنبؤ لدى كهنة ابوللو. قال جون جيراد: "الاوراق، البذور، والعصارة عند اخذها داخليًا تسبب نوم غير هادئ، مثل النوم بسبب السُكر، والذي قد يسبب موت المريض مع الاستمرار فيه، استنشاق رائحة الزهرة - عادةً - ما يسبب النوم ايضًا
يعود اسم السكران إلى عام 1265 قبل الميلاد. التأثير الشائع للسكران في الإنسان هو الهلوسة، اتساع حدقة العين، الأرق وتوهج الجلد، اما الاعراض الاقل حدوثًا تتمثل في تسرع القلب،اختلاج - تشنجات - ، تقيؤ، ارتفاع ضغط الدم، حمى، و رنح
يمكن للسكران ان يصبح سامًا، أو بمعنى ادق: قاتل، للحيوانات في جرعات صغيرة، ولكن ليست جميع الحيوانات عرضة لذلك، على سبيل المثال: يرقات بعض حرشفيات الأجنحة، مثل العث الملفوف الذي يأكل السكران
كان يستخدم احياًنا كمكون لإكساب البيرة مذاقًا، العديد من المدن ابرزهم بلزن التي سميت بهذا الاسم نسبة إلى كلمة تعني تصنيع البيرة. ولكن لم يعد هذا الاستخدام قائمًا، حيث اُستبدل السكران بحشيشة الدينار في القرن الحادي عشر وحتى السادي عشر، حيث نص قانون نقاء البيرة الألماني 1516 على حظر استخدام أي مكونات عدا حشيشة الدينار، الخميرة، والماء

## عدم القدرة على التعرف

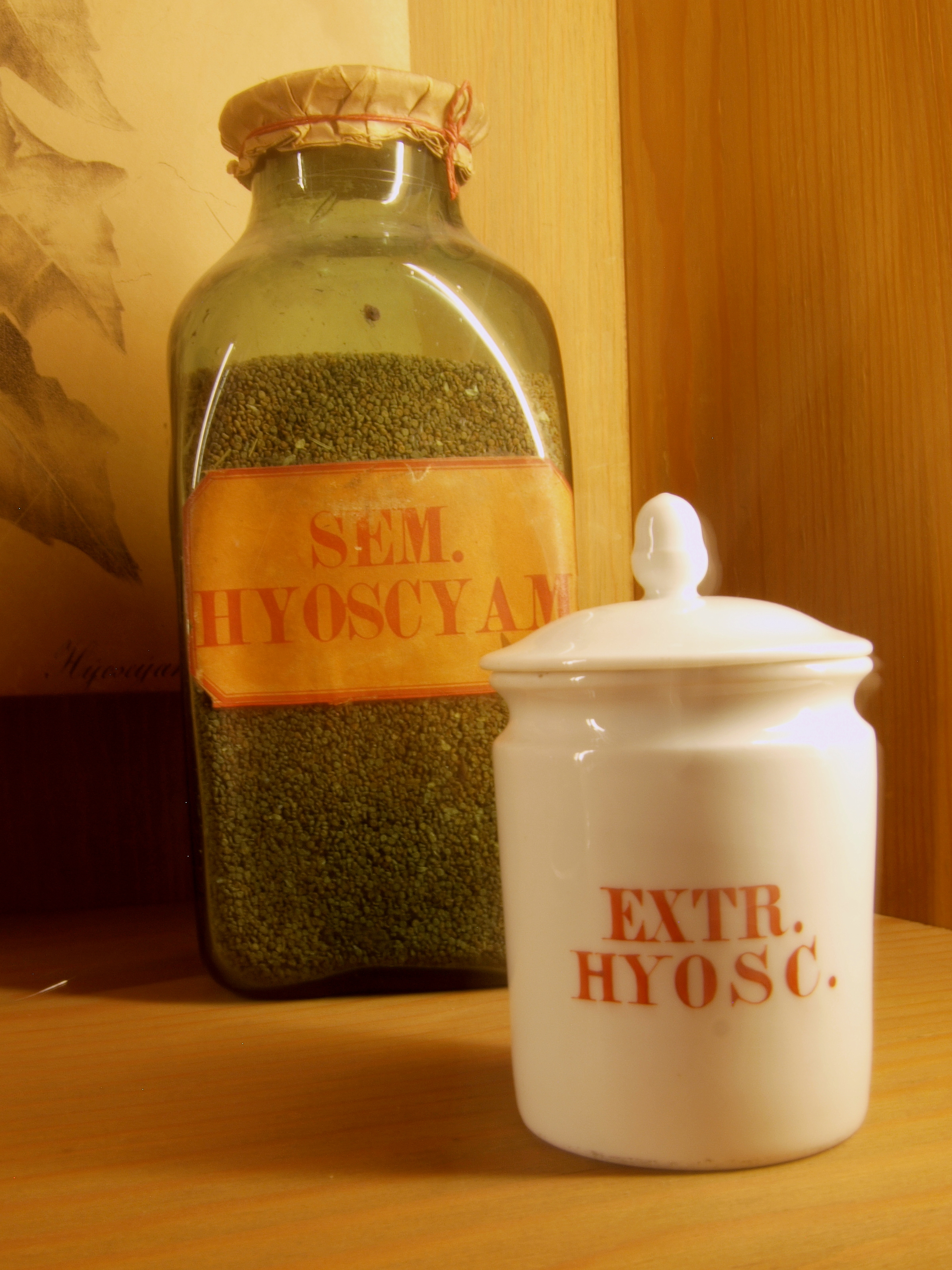
اواني صيدلية لتحضيرات السكران. ألمانيا ، القرن التاسع عشر

عام 2008، أوصى الطاهي الشهير أنطوني وورال ثومبسون بالسكران كإضافة للسلطات في أغسطس (اوت) في مجلة الصحة والحياة العضوية. بعد ذلك قال أنه أخطأ عندما فاعتذر، وبعثت المجلة برسالة عاجلة لمتابعيها تنص على ان السكران سام جدًا ويجب ألا يؤكل.

## الوصف النباتي
ساقه منتصبة مفردة أو متفرعة، وأوراقه رقيقة موبرة عريضة متوحشة، وأزهاره بشكل نورات هامية جرسية، والثمرة كثيرة البذور وهي كرات صغيرة سوداء تشبه بذور الخردل الأسود لكنها أصغر. الجذور مغزلية الشكل غليظة.
البنج سام يحتوي على قلويات الأتوربين ومواد دابغة. (باللاتينية: scopolamine). استعملت زهرة البنج كمخدر في المشافي العربية القديمة.

## الموطن والانتشار
موطنه الأصلي أوروبا وآسيا وحوض المتوسط وهو الآن منتشر أيضاً في المغرب العربي وأمريكا وأستراليا.

## المحتويات
يحتوى على 0,5% قلويات مرتبطة بأحماض عضوية مثل حمض الليمونيك والماليك، ومواد فعالة أخرى مضادة للسرطان.
قلويدات الأيزوكينولين تشمل مركبات الألوكريبتونين والبربرين والكيليدونين والسبارتين وتعتبر هذه القلويدات مسكنة ومضاد للتشنج ويخفض الضغط ومركب السبارتين رافع للضغط. تعتبر أغلب هذه القلويدات المهدئة، أما المركب شيلودينين فله تأثير مضاد للتقلصات ومخفض لضغط الدم.

## السمية

### الاستخدام
مسكن للآلام ومنوم ومضاد للتشنج. تستخلص من المادة الفعالة مستحضرات مضادة للربو وتقلصات العضلات الملساء.

### المحاذير
البنج يمكن أن يكون ساما حتى في الجرعات المنخفضةِ، لذا يستحسن عدم التعامل المباشر مع هذا النبات إلا من قبل خبير

### الأعراض
1. الأعراض الرئيسية: هلوسة وتوسع حدقة العين، قلق، تشقق الجلد، ويمكن أن يسبب الموت إذا كانت الجرعة كبيرة.
2. الأعراض البسيطة: دوخة، تشنّجات، تَقَيُّؤ، ارتفاع ضغط الدم، ترنح.

## معرض الصور

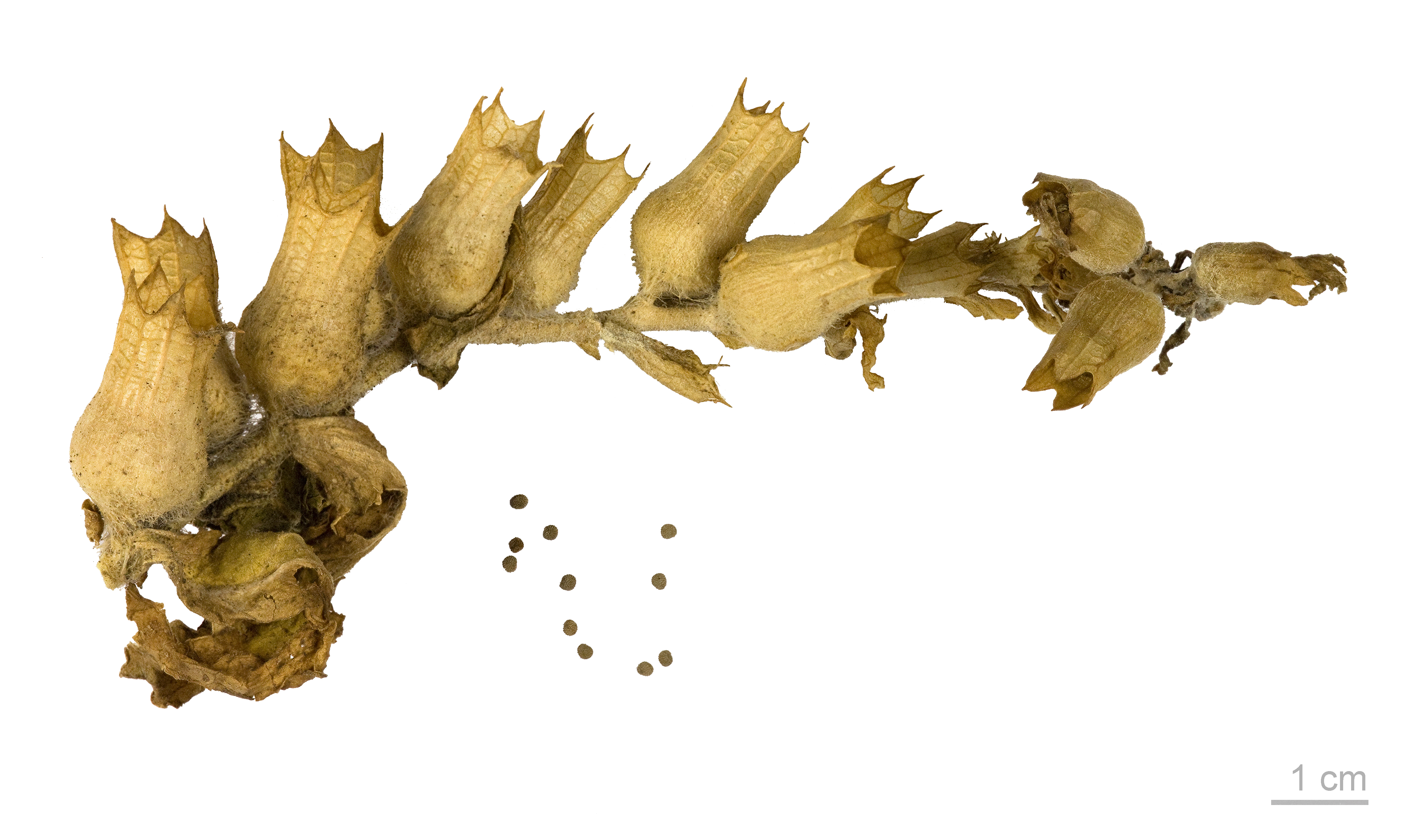
Hyoscyamus niger - MHNT
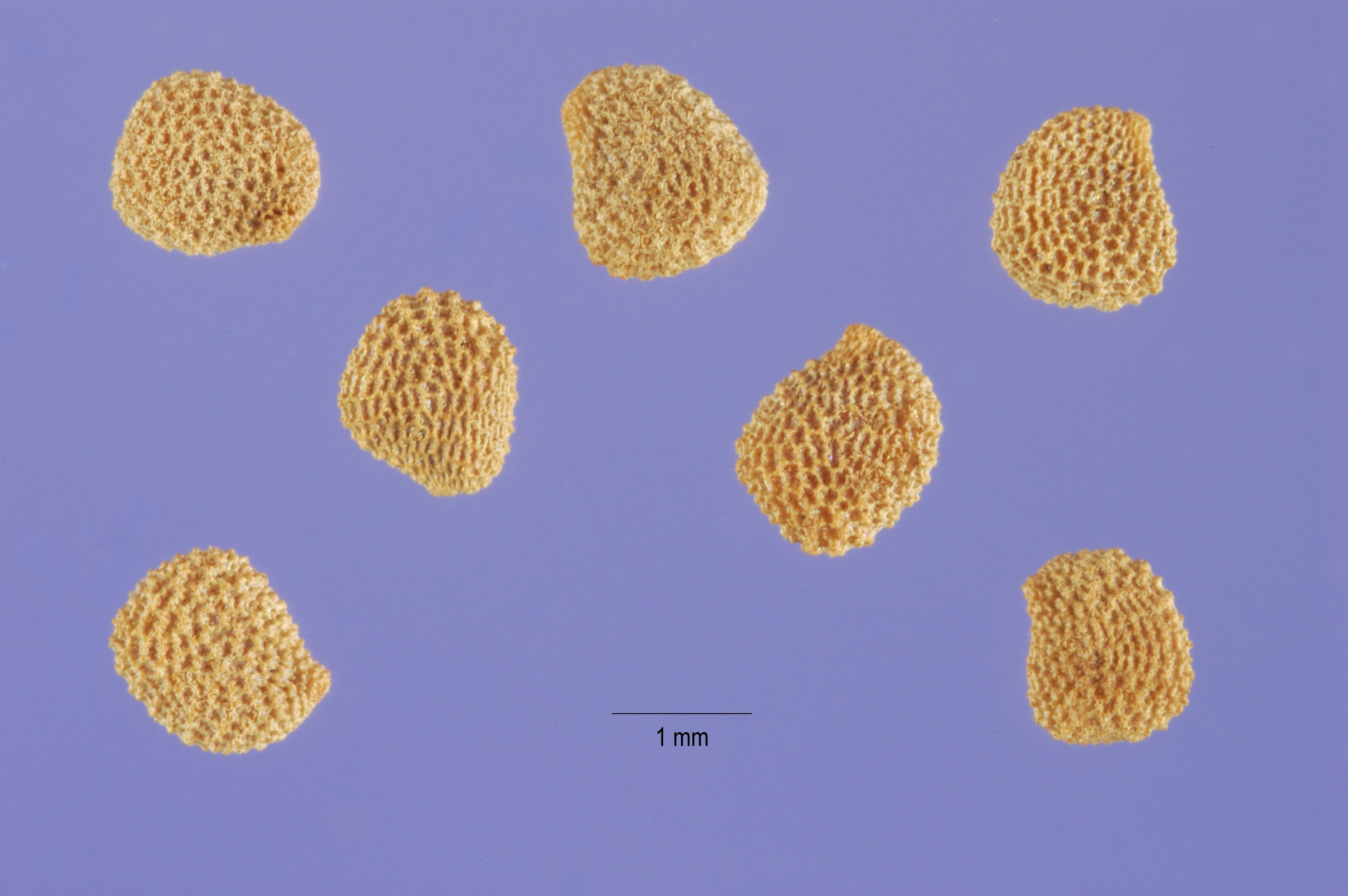
Henbane seeds
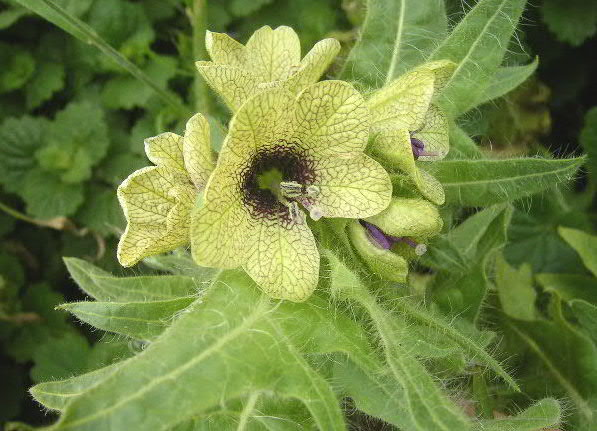
Henbane in flower
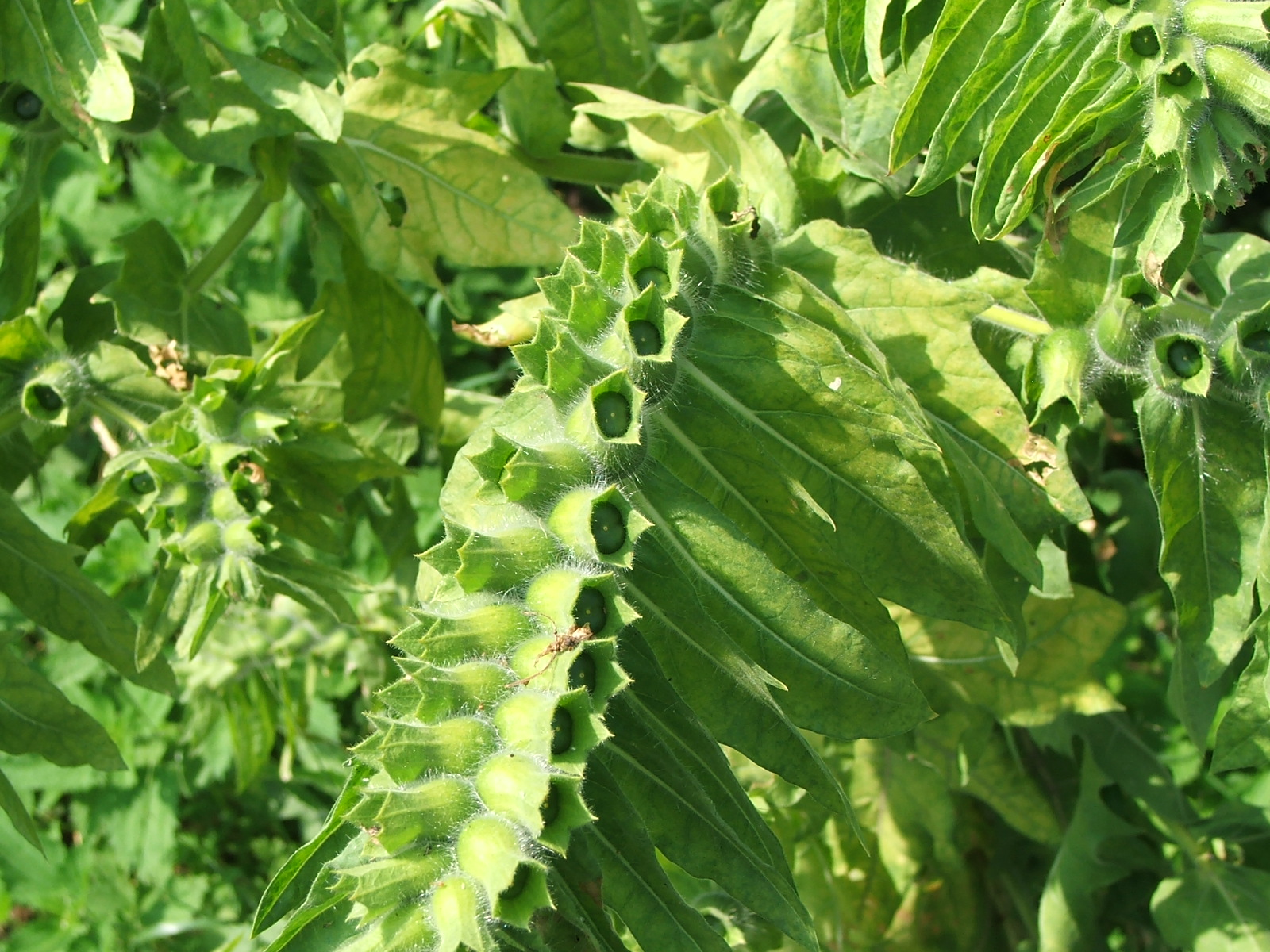
Henbane fruits
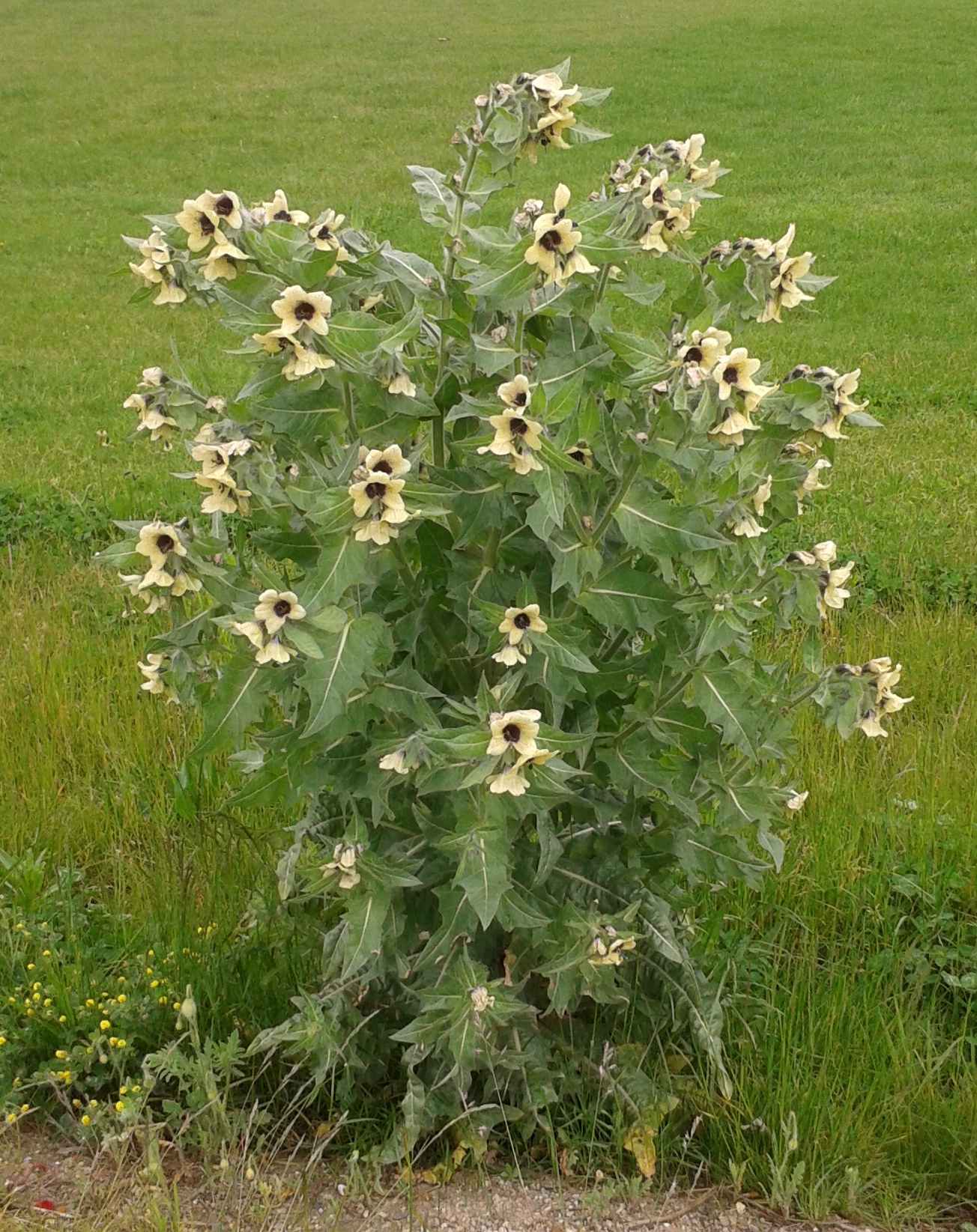
Large flowering henbane